# Alpa
Pour les articles homonymes, voir Association de lutte contre la piraterie audiovisuelle et Air Line Pilots Association.
Alpa est une marque suisse d'appareils photographiques produits de 1942 à 1991 par la société Pignons et reprise en 1996 par la société Capaul & Weber.

## Historique
Créée à la fin des années 1930 par une petite entreprise vaudoise d’horlogerie, Alpa figure parmi les pionniers du reflex 24x36 qu’elle a significativement contribué à améliorer. Malgré des prix très supérieurs à la concurrence, la production s'est maintenue jusqu'à la fin des années 1980, faisant d'elle le dernier fabricant de reflex 24x36 encore actif en Europe occidentale. Après quelques années d’éclipse, la marque a été relancée en 1996 par un fabricant de chambres photographiques. Elle est aujourd’hui spécialisée dans le moyen format.
Une salle du Musée suisse de l'appareil photographique à Vevey lui est consacrée.

## Modèles produits par Pignons S.A.

### 1regénération

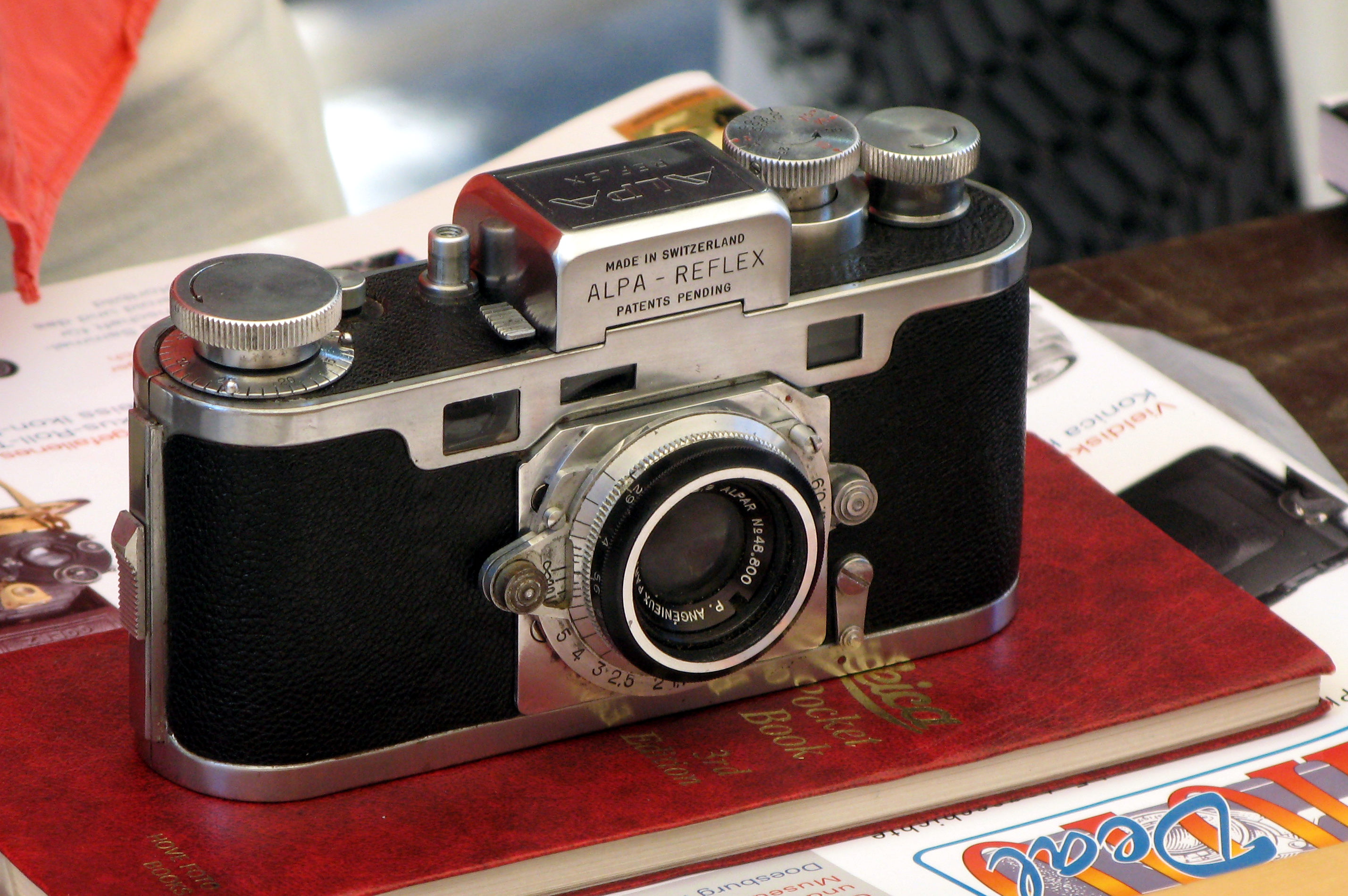
Alpa Reflex, objectif rentré et viseur fermé (1944)

Les premiers modèles sont issus de la collaboration dans les années 1930 de Jacques Bogopolsky, père des caméras Bolex, avec la société Pignons S. A., sous-traitant de l'industrie horlogère établi à Ballaigues dans le Jura suisse. Celle-ci met au point un mécanisme à obturateur focal à rideaux de toile et miroir basculant offrant d’emblée 10 vitesses de la seconde au 1000e de seconde (1, 1/2, 1/5, 1/10, 1/25, 1/50, 1/100, 1/250, 1/500, 1/1000 s et pose manuelle). Quelques caractéristiques communes aux premiers modèles disparaîtront à la deuxième génération : boîtier en tôle emboutie ; déclencheur sur le capot ; trois molettes, l’une, pour l’armement de l’obturateur et le réglage des vitesses (y compris les vitesses lentes), une autre pour l’avancement du film, la troisième pour le rembobinage.
- Alpa Standard (1944) : appareil 24x36 télémétrique à objectifs interchangeables, fabriqué à 466 exemplaires[4]. Le télémètre est couplé aux objectifs de 50 mm de focale.

- Alpa Reflex (1944-1952) : modèle reflex construit sur le boîtier de l’Alpa Standard. La visée reflex se fait à 90° sur un verre dépoli donnant une image de 23x35 mm² inversée latéralement. Le système reflex est doublé d’un viseur clair (non reflex) pour le cadrage rapide et d’un télémètre à coïncidence d’images (identiques à ceux du Standard). La présence d’un second viseur est une particularité des appareils Alpa jusqu’en 1960. Ce premier reflex a été fabriqué à un peu plus de 5 000 exemplaires en deux versions successives[5]. Il se vendait en France, en 1952, au prix de 97 890 FF avec l'objectif à monture rentrante Alpar 50 mm f:2,9 (130 895 FF avec l'objectif Alitar 50 mm f:1,8)[6]. Les focales proposées allaient de 35 à 180 mm.

- Alpa Prisma Reflex (1949-1952) : version avec prisme en toit et œilleton de visée à 45°. C’est l’un des tout premiers reflex à visée entièrement redressée[7]. La visée à 45° est une autre particularité de la marque jusqu’en 1960. Equipé de l'objectif de base Alpar, il coûtait 122 900 FF en 1952 (avec l' Alitar, 155 900 FF)[6], prix comparable à celui du Rectaflex, son concurrent direct[8]. Il en a été produit 935[9].

### 2egénération

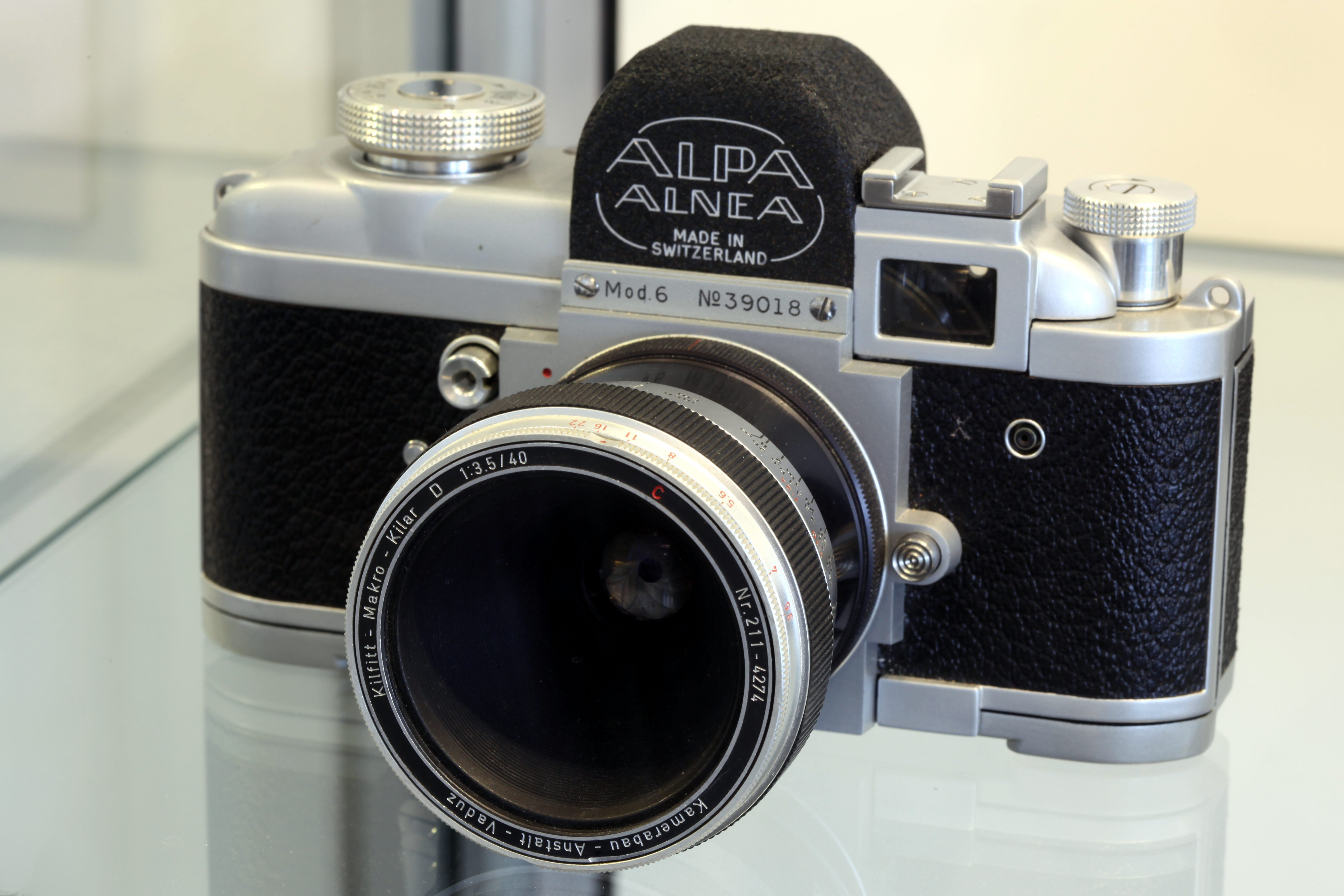
Alpa 6

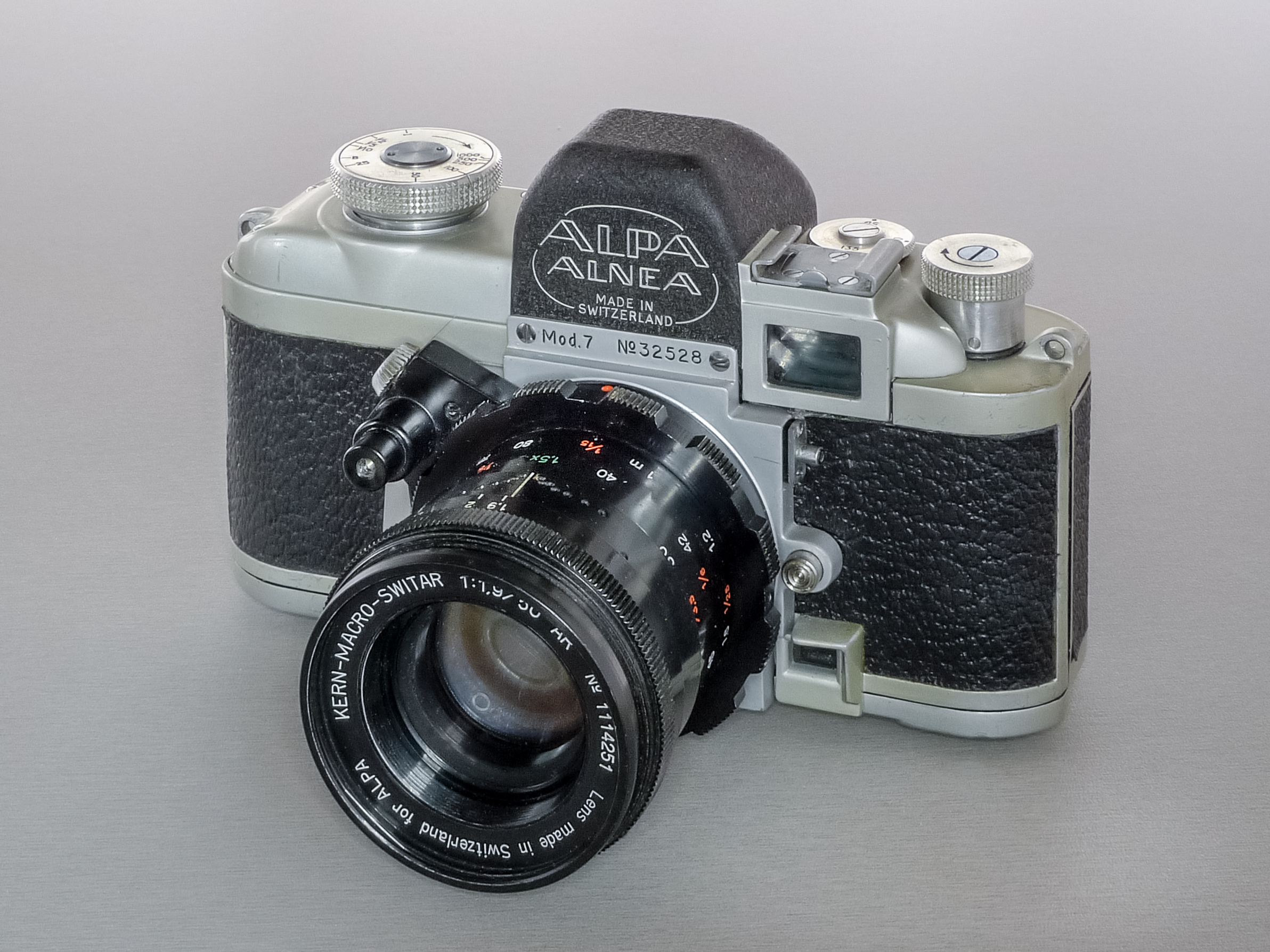
Alpa 7

Cette 2e génération, appelée quelque temps Alnéa, est l’œuvre d’une nouvelle équipe dirigée par André Cornut. Le boîtier, robuste et fonctionnel, est désormais moulé en alliage léger. Parmi les nouveautés, on peut noter : une monture d’objectif à baïonnette spécifique, caractérisée par un très court tirage et, à l’avant des objectifs, un dispositif à ressort pour la fixation des filtres, bonnettes et pare-soleils ; le regroupement des commandes d’armement, de sélection des vitesses et d’avancement du film sur une même molette ; le regroupement des commandes de déclenchement et de contrôle de profondeur de champ sur le devant du boîtier, à droite. Tous ces modèles disposent d'objectifs à présélection automatique du diaphragme et de la double synchronisation pour flashes magnésiques et électroniques. Ils possèdent tous également un deuxième viseur (non reflex) facilitant le cadrage rapide.
- Alpa 4 (1952-1960[12]) : modèle à visée reflex à 90° (image non redressée latéralement), sans télémètre. Il en a été fabriqué 447[13].

- Alpa 5 (1953-1960[12]) : modèle à visée reflex à 45° (image entièrement redressée), également sans télémètre. Il a été produit à 2 458 exemplaires[14].

- Alpa 6 (1956-1960[12])[15] : modèle à visée reflex à 45° intégrant un stigmomètre (télémètre à champ coupé) au centre du verre dépoli, entouré d’un anneau clair non dépoli. Ce modèle très complet est pourvu d’un retardateur de déclenchement variable. Produit à 4 577 exemplaires (version 6b comprise)[16], il coûtait en France 183 950 FF en 1957 (avec objectif Switar f:1,8 de 50 mm)[17].

- Alpa 7 (1953-1960) : évolution axée sur le perfectionnement d’une visée télémétrique à coïncidence d’images. Le second viseur devient multifocal (50, 90, 135 mm) et intègre un télémètre couplé aux objectifs de 50 mm (la deuxième fenêtre est à la base du boîtier). Ce modèle dispose d’un retardateur (comme le n° 6) mais est dépourvu de stigmomètre. Il aurait été fabriqué à un peu moins de 9 000 exemplaires[18].

- Alpa 8 (avant 1959 ?) : modèle le plus sophistiqué de cette génération, cumulant le viseur-télémètre multifocal du n° 7 avec le stigmomètre du n° 6. Il n’a été fabriqué qu’à 245 exemplaires (les 19 premiers exemplaires sont dénommés « 7s », pour split image)[19].

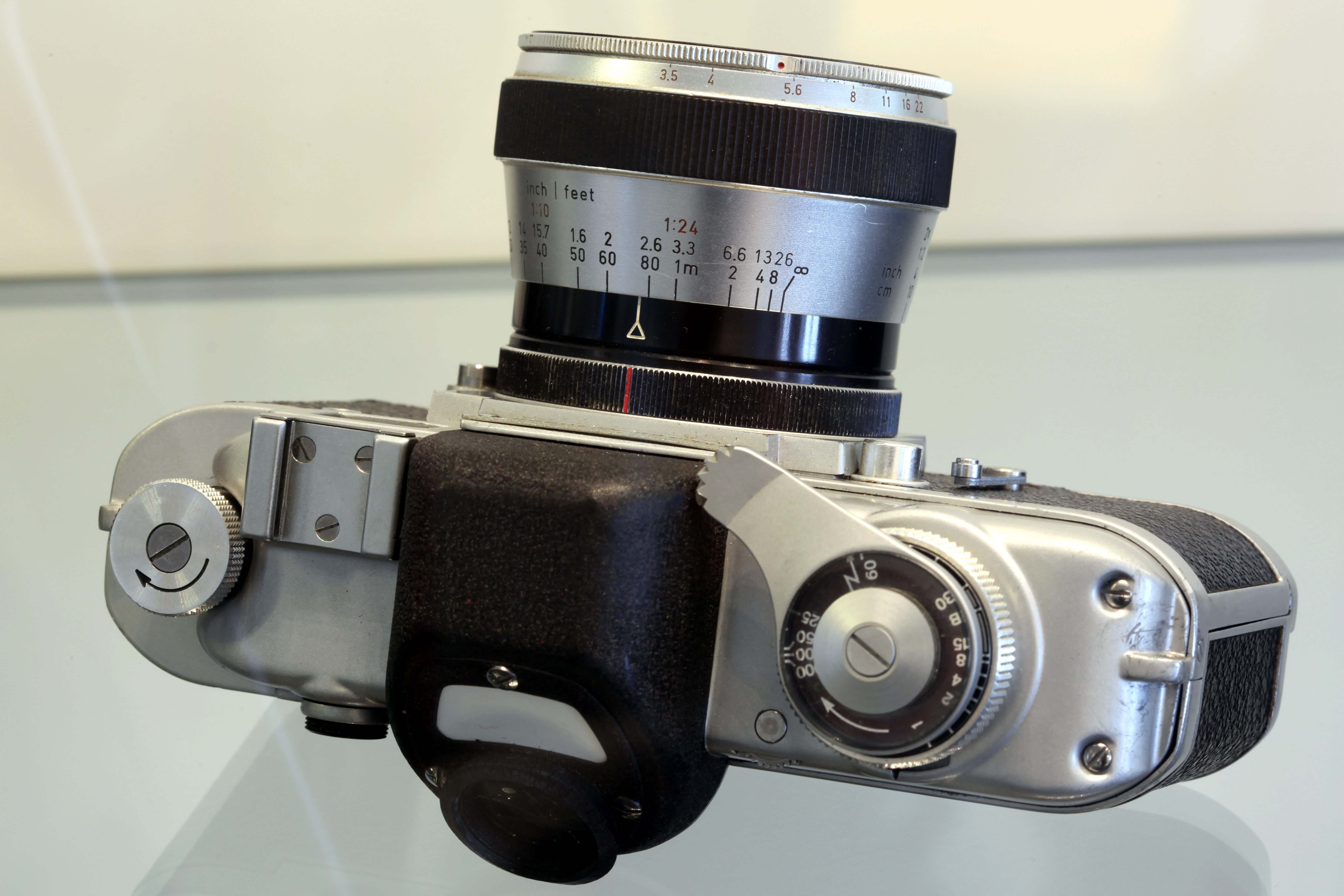
Alpa 6b

En 1959, sont introduites deux innovations appréciables : un mécanisme de retour immédiat du miroir après la prise de vue (luxe rare à l’époque); un levier d’armement et d’avancement rapide du film (curieusement dirigé vers l’avant et s’actionnant à l’index, de gauche à droite, ce qui permet de garder l’œil au viseur). De plus, le stigmomètre (modèles 6 et 8) est à coupure diagonale de façon à être aisément utilisable aussi bien horizontalement que verticalement. Les modèles ainsi modifiés sont numérotés 4b, 5b, 6b, 7b et 8b.
À partir de 1960, le modèle 6b cède la place au modèle 6c que l’on convient de compter à part.

### Modèles de transition

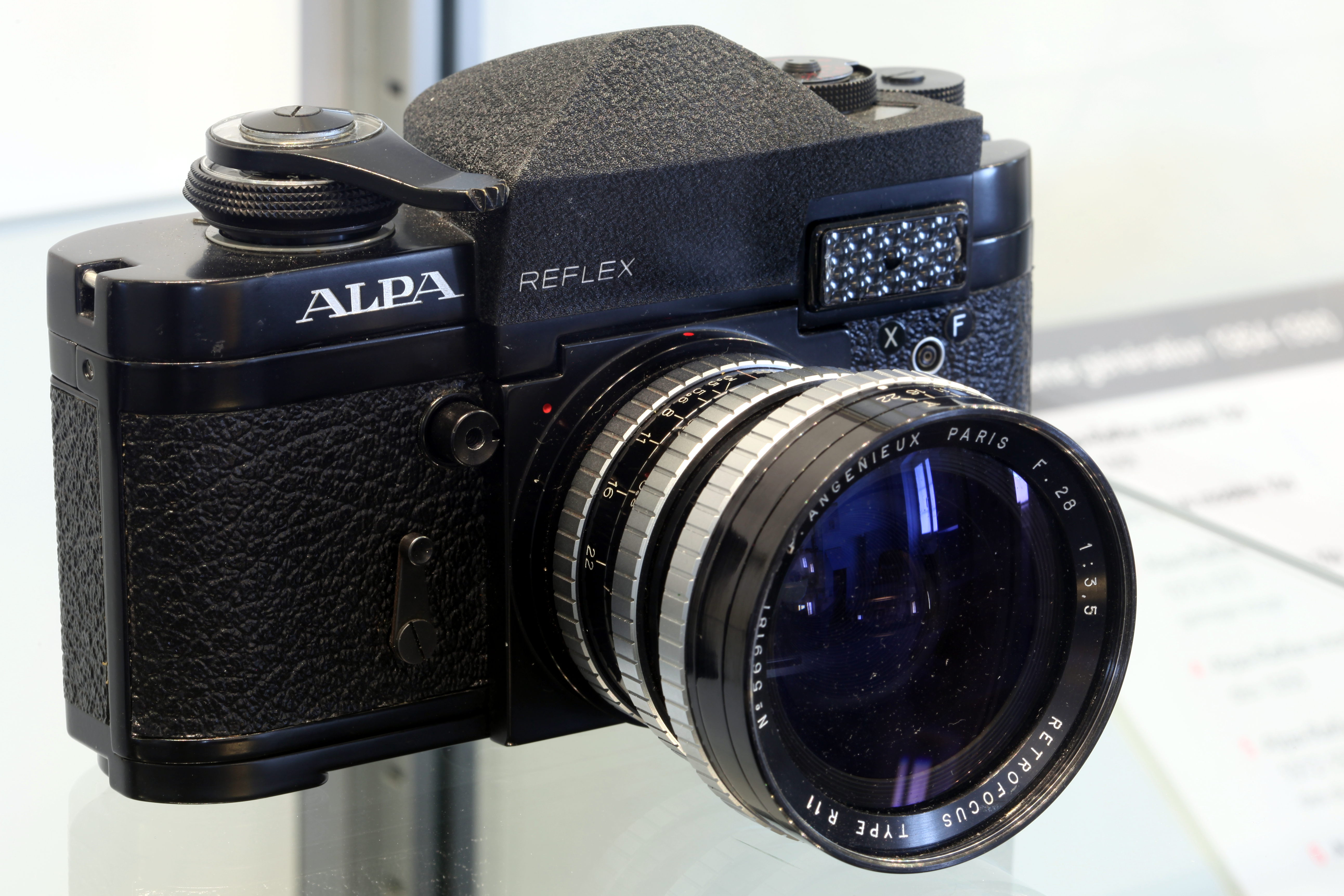
Alpa 6c

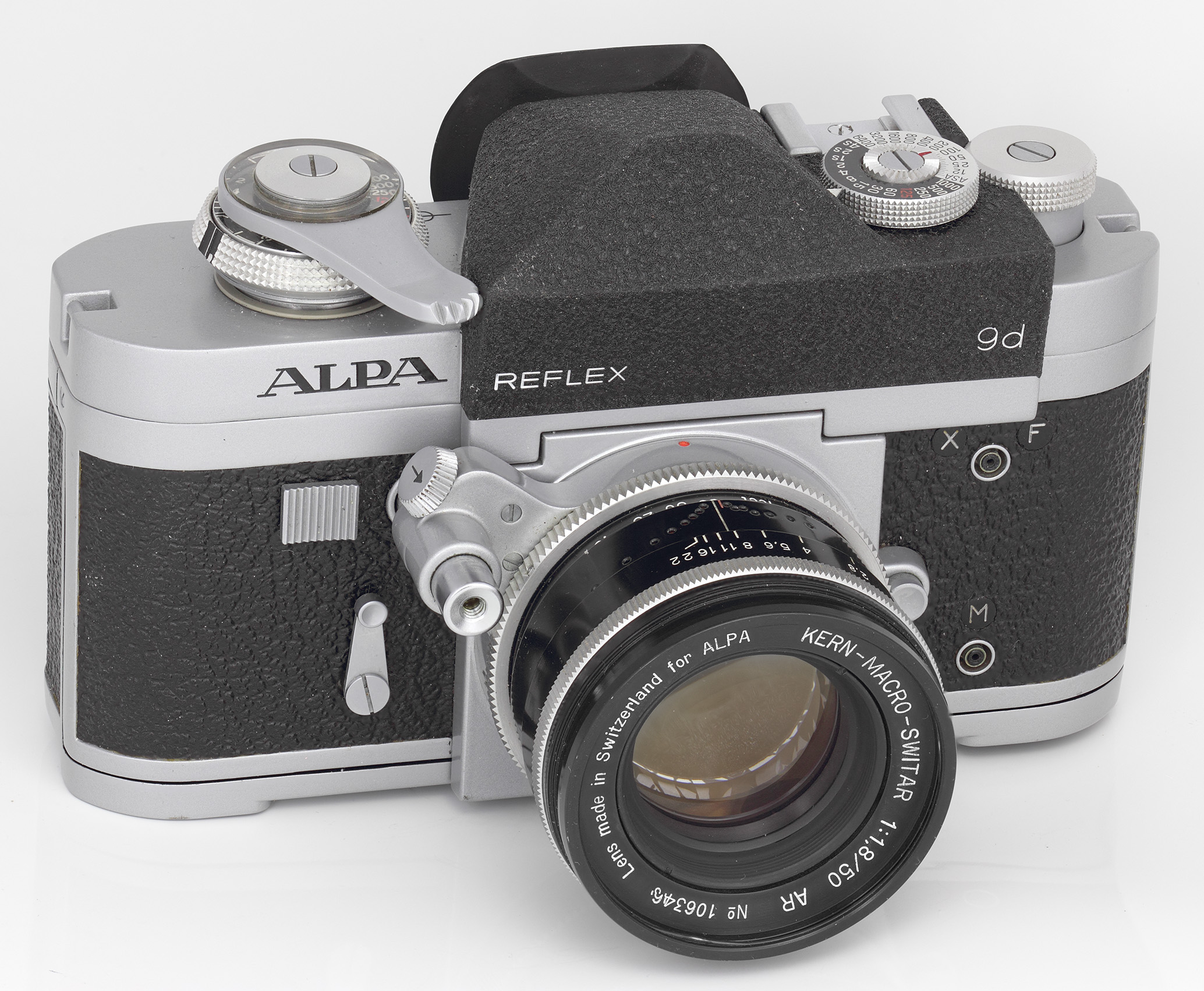
Alpa 9d

Sous des lignes plus carrées, ces modèles ont la même mécanique que leurs prédécesseurs. Aussi les rattache-t-on tantôt à la deuxième génération, tantôt à une nouvelle génération numérotée alors « 2 bis » ou « 3 ». Quoi qu’il en soit, ces modèles marquent un tournant important dans la production Alpa : sont définitivement abandonnés le viseur reflex à 45° et, consécutivement, le second viseur devenu superflu, ce qui libère un espace où loger un posemètre. L’obturateur passe aux 11 vitesses normalisées 1, 1/2, 1/4, 1/8, 1/15, 1/30, 1/60, 1/125, 1/250, 1/500 et 1/1000 seconde.
- Alpa 6c (1960-1967) : version modernisée du 6b comportant un viseur reflex, non plus à 45°, mais parallèle à l’objectif et, à la place du second viseur, un posemètre (non couplé) à cellule photo-émissive au sélénium. C'est le dernier modèle fonctionnant sans pile. Il en a été fabriqué 4 122[16].

- Alpa 9d (1964-1969) : modèle à posemètre placé derrière l’objectif. C’est l’un des tout premiers appareils dits « TTL » (through the lens) commercialisés[21]. Le posemètre est de plus couplé aux commandes de réglage des paramètres d’exposition (sensibilité, vitesse, diaphragme) et directement contrôlable dans le viseur par centrage d’une aiguille sur un repère. Le système Alpa utilise trois cellules photorésistantes au sulfure de cadmium (CdS), localisées derrière le prisme, dont une tournée vers l’oculaire pour prendre en compte la lumière parasite provenant du viseur. Une pile de 1,35 V est désormais nécessaire. Elle est mise sous tension le temps de la mesure par faible pression sur le déclencheur (blocable par un verrou de sécurité). Ce modèle a été produit à 3 710 exemplaires[22].

Une variante sans posemètre, numérotée 9f, était disponible sur commande (jusqu’en 1988 ?). Elle a été fabriquée à environ 170 exemplaires (quelques-uns aux formats 17x22,5 ou 18x24 mm ou encore avec d’autres options).

### Dernière génération d’Alpa Reflex

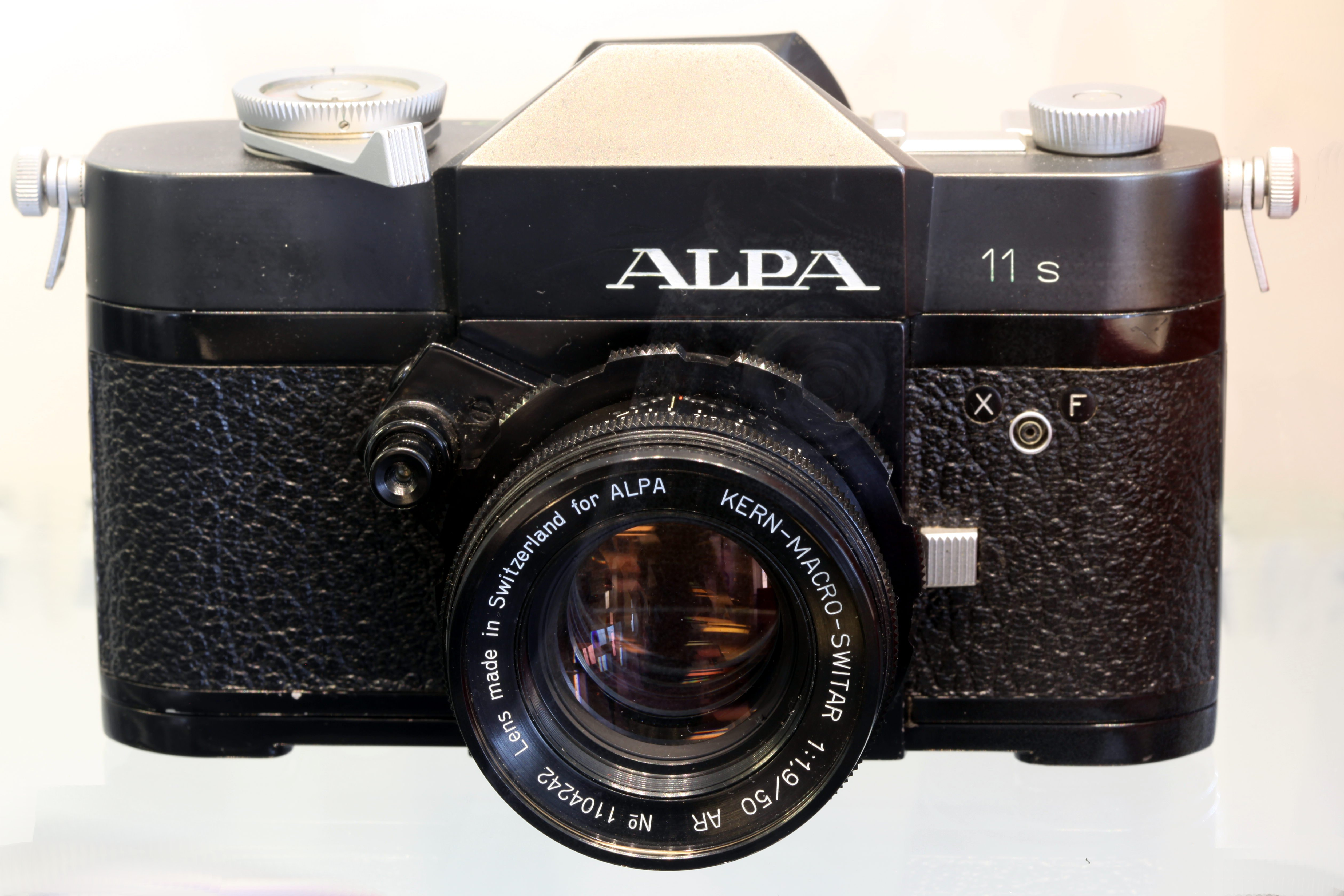
Alpa 11s

Troisième ou quatrième génération, selon le décompte adopté, ce sont les derniers appareils conçus et réalisés par la société Pignons. Ils se distinguent par leurs lignes épurées et quelques détails ergonomiques intéressants dont un viseur très clair donnant une image grandeur nature (grossissement de rapport 1/1 avec les objectifs f = 50 mm). Tous disposent d’un posemètre à compensation électronique (3 cellules placées derrière le prisme), couplé et contrôlable dans le viseur. C'est la gamme la plus aboutie. 
- Alpa 10d (1968-1974)[23] : modèle à cellules au CdS, équivalent au 9d.  Le cadran du galvanomètre est de plus visible sur le dessus du capot. Il en a été produit 2 540[24].

- Alpa 11e (1970-1972) : modèle pourvu en outre d'un anneau de microprismes (entre le stigmomètre et l’anneau clair) et de voyants lumineux d’exposition dans le viseur (plus lisibles dans la pénombre). Il en a été produit 1 228[25].

- Alpa 11el (1972-1976) : version avec retour du miroir plus rapide, produite à 1 163 exemplaires[25].

- Alpa 11si (1976-1988)[26] : version à cellules au silicium[27], produite à 1 288 exemplaires[25].

Il s'agit là des versions principales. On recense 2 795 appareils fabriqués dans 8 autres versions du modèle 11. Les Alpa ont toujours été coûteux, souvent concurrents directs des Leica ou Robot Royal. Aujourd'hui ils restent chers en collection, particulièrement les 11el, 11s, 11 r, 12, 6c et 7. La couleur, argent ou noir, importe peu ; la cote est d'autant plus importante pour les appareils de couleur différente, qui faisaient l'objet d'une commande spéciale.

### Objectifs pour Alpa Reflex
Pour l'optique de ses appareils, la société Pignons a fait appel à plusieurs fabricants européens choisis parmi les plus réputés dans leurs spécialités. Il en résulte une sélection d’objectifs de haute qualité, montés sur monture à baïonnette spécifique, testés individuellement et garantis par Alpa. A ses premiers fournisseurs, Angénieux (France) et Schneider Kreuznach (RFA), se sont joints Oude Delft (alias Old Delft ou Oldelft, Hollande) et Spectros (sous licence Oude Delft, Suisse), Kilfitt Kamerabau-Anstalt (RFA-Liechtenstein), qui deviendra Zoomar dans les années 1960, Schacht (RFA) puis Kern (Suisse) et Kinoptik (France). Ces deux derniers ont réalisé en exclusivité pour Alpa des objectifs apochromatiques aux performances exceptionnelles. Par ailleurs, du fait de leur très court tirage, les boîtiers Alpa acceptent la plupart des objectifs interchangeables 24x36 moyennant l’intercalation de bagues adéquates. Alpa proposait des bagues d’adaptation pour objectifs à montures T, K, Exakta, Leica, Leicaflex, Nikon, etc.
- Objectifs de courte focale

| Dist. focale | Ouverture | Dénomination                | Composition                                                                       | Longueur | Plage de mise au point          | Présélection du diaphragme | Années de production | Fabricant                  | Réf.   |
| ------------ | --------- | --------------------------- | --------------------------------------------------------------------------------- | -------- | ------------------------------- | -------------------------- | -------------------- | -------------------------- | ------ |
| 24 mm        | f/3,5     | Retrofocus                  | 8 lentilles séparées                                                              | 60 mm    | infini-0,4 m                    | automatique                | 1957-~1980           | P. Angénieux, Paris        | ,      |
| 28 mm        | f/3,5     | Retrofocus                  | 6 lentilles séparées                                                              | 60 mm    | infini-0,5 m                    | automatique                | 1953-~1980           | P. Angénieux, Paris        | ,      |
| 35 mm        | f/3,5     | Alcorar                     | 4 lentilles, 1 doublet collé arrière                                              |          |                                 |                            | années 1940          | P. Angénieux, Paris        | ,      |
| 35 mm        | f/3,5     | Alpagon                     | 6 lentilles, 3 doublets collés                                                    |          | infini- 0,7 m                   |                            | années 1956-1960     | A. Schacht, Ulm            | ,      |
| 35 mm        | f/2,8     | Curtagon                    | 6 lentilles, 1 doublet collé avant ; puis 6 lentilles séparées                    | 47 mm    | infini-0,36 m                   | automatique                | années 1960-~1980    | Schneider & Co., Kreuznach | [ 28 ] |
| 35 mm        | f/4       | PA Curtagon                 | 7 lentilles, 1 doublet collé central-arrière ; à décentrement latéral et vertical | 48 mm    | infini-0,3 m                    | manuelle                   | ~1980                | Schneider & Co., Kreuznach | [ 28 ] |
| 38 mm        | f/3,5     | Alfinar                     | 4 lentilles, 1 doublet collé arrière                                              |          | infini-0,56 m                   | manuelle                   | années 1950          | Oude Delft                 | [ 30 ] |
| 40 mm        | f/2,8     | Macro-Kilar, modèles E et D | 4 lentilles, 1 doublet collé arrière                                              | 48 mm    | infini-0,20 m (E) ou 0,18 m (D) | automatique                | années 1950-~1980    | Kamerabau-Anstalt, Vaduz   | ,      |

- Objectifs de focale normale

| Dist. focale | Ouverture | Dénomination | Composition                                    | Longueur    | Plage de mise au point  | Présélection du diaphragme | Années de production | Fabricant                  | Réf.   |
| ------------ | --------- | ------------ | ---------------------------------------------- | ----------- | ----------------------- | -------------------------- | -------------------- | -------------------------- | ------ |
| 50 mm        | f/2,9     | Alpar        | 4 lentilles, 1 doublet collé arrière           | rétractable | infini-0,9 m            |                            | 1944-1952            | P. Angénieux, Paris        | ,      |
| 50 mm        | f/1,8     | Alitar       | 6 lentilles, 2 doublets collés centraux        | 45 mm       | infini-0,75 m           |                            | 1944-1952?           | P. Angénieux, Paris        | [ 34 ] |
| 50 mm        | f/3,5     | Alorar       | 4 lentilles, 1 doublet collé arrière           | rétractable | infini-1 m ou 0,9 m     | manuelle                   | 1953-~1960 ?         | Spectros, Bâle             | [ 31 ] |
| 50 mm        | f/2,8     | Alfinon      | 4 lentilles, 1 doublet collé arrière           | rétractable | infini-1 m ou 0,55 m    | manuelle                   | 1953-~1960 ?         | Oude Delft                 | ,      |
| 50 mm        | f/1,9     | Xenon        | 6 lentilles, 2 doublets collés centraux        | 38 mm       | infini-0,80 m ou 0,55 m | manuelle puis automatique  | ~1950-~1980 ?        | Schneider & Co., Kreuznach | ,      |
| 50 mm        | f/1,8     | Switar       | 7 lentilles, 2 doublets collés centraux        | 43 mm       | infini-0,55 m           | automatique                | 1951-~1970           | Kern & Co. S.A., Aarau     | ,      |
| 50 mm        | f/1,8     | Macro-Switar | 7 puis 8 lentilles, 2 doublets collés centraux | 45 mm       | infini-0,18 m           | automatique                | 1958-1984            | Kern & Co. S.A., Aarau     | ,      |

- Objectifs de longue focale

| Dist. focale | Ouverture | Dénomination                       | Composition                                                      | Longueur | Plage de mise au point | Présélection du diaphragme | Années de production | Fabricant                         | Réf.   |
| ------------ | --------- | ---------------------------------- | ---------------------------------------------------------------- | -------- | ---------------------- | -------------------------- | -------------------- | --------------------------------- | ------ |
| 75 mm        | f/3,5     | Alsetar                            | 4 lentilles, 1 doublet collé arrière                             |          |                        |                            | années 1940          | P. Angénieux, Paris               | ,      |
| 75 mm        | f/3,5     | Xenar                              | 4 lentilles, 1 doublet collé arrière                             | 60 mm    | infini-0,46 m          | manuelle                   | ~1950-~1980          | Schneider & Co., Kreuznach        | ,      |
| 90 mm        | f/3,5     | Tele-Xenar                         | 4 lentilles séparées                                             | 98 mm    | infini-0,60 m          | manuelle                   | 1945- ?              | Schneider & Co., Kreuznach        | ,      |
| 90 mm        | f/2,8     | Macro-Kilar puis Super Macro-Kilar | 4 lentilles, 1 doublet collé arrière                             | 110 mm   | infini-0,36 m          | manuelle puis automatique  | années 1950-~1980    | Kamerabau-Anstalt, Vaduz / Zoomar | ,      |
| 90 mm        | f/2,8     | Altelar                            | 4 lentilles, doublet central                                     |          | infini-0,58 m          | automatique                | années 1950          | A. Schacht, Ulm                   | ,      |
| 90 mm        | f/2,5     | Alportar                           | 4 lentilles séparées                                             |          | (objectif à portraits) |                            | années 1940          | P. Angénieux, Paris               | [ 33 ] |
| 90 mm        | f/2,5     | Alfitar                            | 4 lentilles séparées                                             | 75 mm    | infini-1 m             | automatique                | ~1960-~1980          | P. Angénieux, Paris               | ,      |
| 100 mm       | f/2       | Apochromat                         | 6 lentilles, 2 doublets centraux                                 | 110 mm   | infini-0,8 m           | automatique                | ~1956-1984           | Kinoptik, Paris                   | ,      |
| 135 mm       | f/3,5     | Alogar                             | 4 lentilles séparées                                             |          |                        |                            | années 1940          | P. Angénieux, Paris               | [ 33 ] |
| 135 mm       | f/3,5     | Tele-Xenar                         | 4 lentilles séparées puis 5 avec un doublet avant en 2e position | 98 mm    | infini-1,4 m           | automatique                | années 1950-~1980    | Schneider & Co., Kreuznach        | ,      |
| 135 mm       | f/3,2     | Algular                            | 5 lentilles, 2 doublets collés                                   |          | infini-1,10 m          | manuelle puis automatique  | années 1950          | Oude Delft                        | ,      |
| 150 mm       | f/2,8     | Apochromat                         | 6 lentilles, 2 doublets collés centraux                          | 185 mm   | infini-1,65 m          | automatique                | ~1960-~1980          | Kinoptik, Paris                   | [ 28 ] |
| 180 mm       | f/4,5     | Alefar                             | 4 lentilles, 1 doublet collé en entrée                           |          | infini-2 m             |                            | années 1950          | Oude Delft                        | ,      |
| 180 mm       | f/4,5     | Alitar                             | 5 lentilles, 1 doublet collé avant en 2e position                | 134 mm   | infini-2,4 m           | automatique                | années 1950-~1980    | P. Angénieux, Paris               | ,      |
| 210 mm       | f/2,8     | Kinoptik                           | 6 lentilles, 1 triplet avant, 1 doublet arrière                  | 337 mm   | infini-4,5 m           | manuelle                   | ~1970-~1980          | Kinoptik, Paris                   | [ 28 ] |
| 300 mm       | f/5,6     | Tele-Kilar                         |                                                                  |          | infini-3 m             | manuelle                   | années ~1950-~1960   | Kamerabau-Anstalt, Vaduz / Zoomar | ,      |
| 300 mm       | f/4       | Pan-Tele-Kilar                     | 3 lentilles, 1 doublet collé arrière                             | 216 mm   | infini-1,8 m           | manuelle                   | années ~1970-~1980   | Zoomar                            | [ 28 ] |
| 360 mm       | f/5,5     | Tele-Xenar                         | 4 lentilles, 2 doublets collés                                   | 254 mm   | infini-4,6 m           | manuelle                   | années ~1960-~1980   | Schneider & Co., Kreuznach        | [ 28 ] |
| 400 mm       | f/5,6     | Tele-Kilar                         |                                                                  |          |                        |                            | années ~1960-~1970   | Kamerabau-Anstalt, Vaduz          | [ 37 ] |
| 500 mm       | f/5,6     | Sport-Reflectar                    | catadioptrique                                                   | 200 mm   | infini-5,7 m           | sans diaphragme            | années ~1960-~1970   | Zoomar                            | [ 28 ] |
| 600 mm       | f/5,6     | Sport-Fern-Kilar                   |                                                                  | 640 mm   |                        |                            | années ~1950-~1970   | Kamerabau-Anstalt, Vaduz          | [ 37 ] |
| 600 mm       | f/5,6     | Tele-Kilar                         |                                                                  | 650 mm   | infini-10 m            |                            | années ~1970-~1980   | Zoomar                            | [ 28 ] |

- Objectifs à focale variable

| Dist. focale | Ouverture | Dénomination  | Composition                     | Longueur | Plage de mise au point | Présélection du diaphragme | Années de production | Fabricant                  | Réf.   |
| ------------ | --------- | ------------- | ------------------------------- | -------- | ---------------------- | -------------------------- | -------------------- | -------------------------- | ------ |
| 45-100 mm    | f/2,8     | Variogon      | 14 lentilles, 2 doublets collés | 108 mm   | infini-1,2 m           | automatique                | années 1970-1980     | Schneider & Co., Kreuznach | [ 28 ] |
| 80-280 mm    | f/4       | Tele-Variogon | 14 lentilles, 4 doublets collés | 197 mm   | infini-1,8 m           | automatique                | années 1970-1980     | Schneider & Co., Kreuznach | [ 28 ] |

- Objectifs spéciaux

Ces objectifs, absents de la plupart des catalogues, n’étaient probablement montés que sur commande.
| Dist. focale | Ouverture | Dénomination     | Composition  | Longueur | Description                                                                       | Années de production | Fabricant       | Réf.   |
| ------------ | --------- | ---------------- | ------------ | -------- | --------------------------------------------------------------------------------- | -------------------- | --------------- | ------ |
| 1,9 mm       | f/1,9     | Apochromat       |              |          | très grand-angulaire de grande luminosité                                         | années 1970-1980     | Kinoptik, Paris | [ 28 ] |
| 9,8 mm       | f/1,8     | Apochromat       |              |          | très grand-angulaire de grande luminosité                                         | années 1970-1980     | Kinoptik, Paris | [ 28 ] |
| 18 mm        | f/1,8     | Apochromat       |              |          | très grand-angulaire de grande luminosité                                         | années 1970-1980     | Kinoptik, Paris | [ 28 ] |
| 25 mm        | f/4       | Peri-Apollar     |              |          | objectif panoramique couvrant 360°                                                | années 1970-1980     | Kinoptik, Paris | ,      |
| 25 mm        | f/3,5     | Luminar          |              |          | objectif de reproduction pour photographie rapprochée jusqu’au grandissement 20:1 | années 1970-1980     | Zeiss           | [ 28 ] |
| 50 mm        | f/2       | Macro-Apochromat |              |          | objectif optimisé à toutes les distances jusqu’au grandissement 1:1               | années 1970-1980     | Kinoptik, Paris | ,      |
| 75 mm        | f/2       | Macro-Apochromat |              |          | objectif optimisé à toutes les distances jusqu’au grandissement 1:1               | années 1970-1980     | Kinoptik, Paris | ,      |
| 100 mm       | f/2       | Macro-Apochromat |              |          | objectif optimisé à toutes les distances jusqu’au grandissement 1:1               | années 1970-1980     | Kinoptik, Paris | ,      |
| 150 mm       | f/2,5     | Macro-Apochromat |              |          | objectif optimisé à toutes les distances jusqu’au grandissement 1:1               | années 1970-1980     | Kinoptik, Paris | ,      |
| 300 mm       | f/3,5     | Spécial Ciné     |              |          | téléobjectif de grande ouverture                                                  | années 1970-1980     | Kinoptik, Paris | ,      |
| 500 mm       | f/5,6     | Spécial Ciné     |              |          | téléobjectif de grande ouverture                                                  | années 1970-1980     | Kinoptik, Paris | ,      |
| 1000 mm      | f/8       | Kinoptar         | 10 lentilles | 500 mm   | super-téléobjectif                                                                | années 1970-1980     | Kinoptik, Paris | ,      |

## Modèles «made in Japan»
Confrontée dans les années 1970 à une inexorable baisse d’activité, la société Pignons tente d’échapper à la faillite en commercialisant aussi sous sa marque des appareils japonais, beaucoup moins coûteux, avec l’espoir que ces nouvelles ressources soutiendraient sa propre production.
- Alpa 2000si (1976-?) : modèle dérivé du Chinon CE II Memotron, à monture à vis de type M42.

- Alpa 3000si (1980-?) : modèle dérivé du Chinon CE-4, à monture à baïonnette de type K. Sans objectif, il était vendu 1785 F en 1981, 4 à 5 fois moins cher que ses cousins suisses (8539 F pour un boîtier Alpa 11si)[39].

## Modèles produits par Capaul & Weber

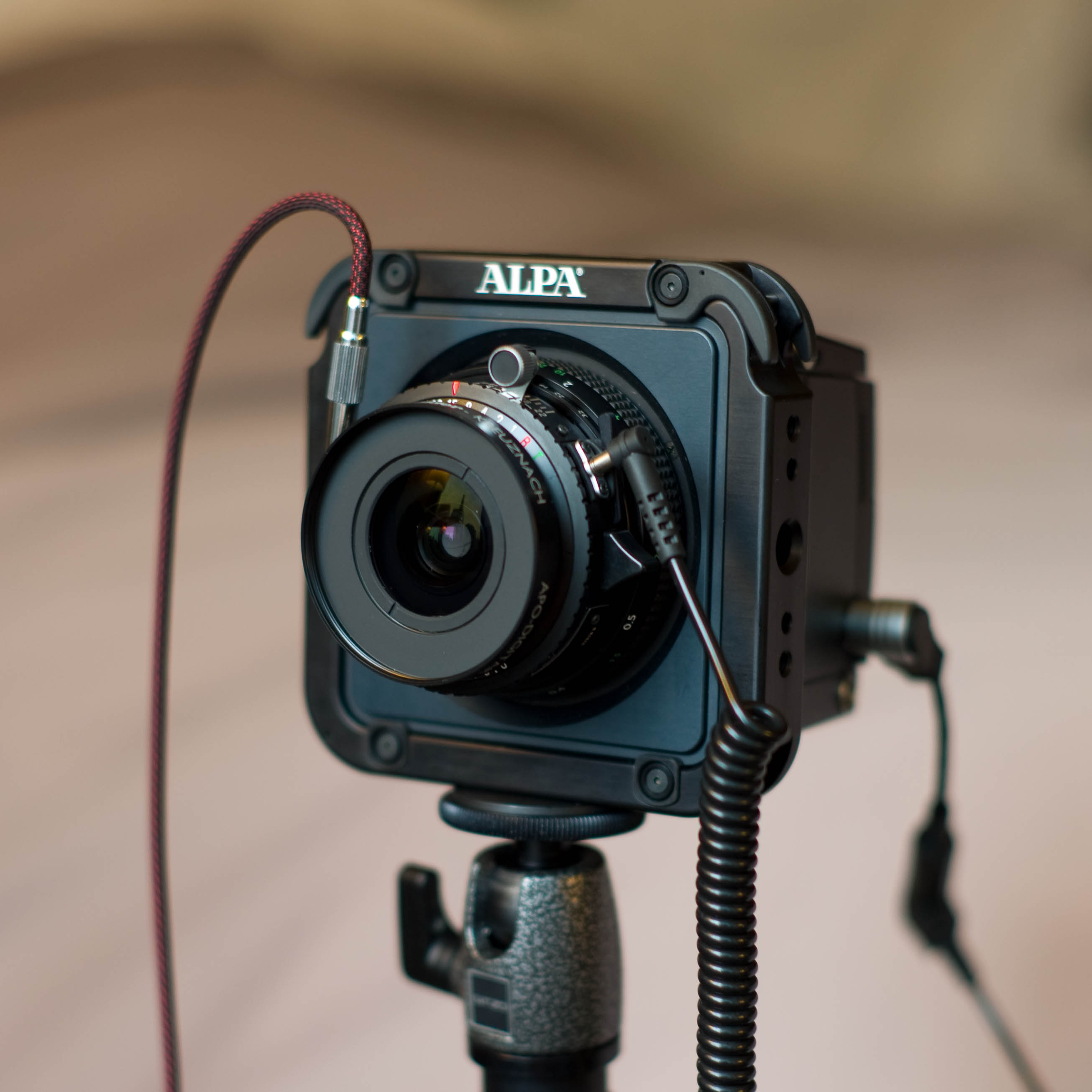
Alpa 12

Il s’agit d’appareils photographiques de moyen format réalisés par Seitz Phototechnik AG à Lustdorf (Suisse) avec la collaboration technique et commerciale de Capaul & Weber (Zurich, Suisse). 
- Alpa Roto SM60/70 (depuis 1979) : appareil photographique panoramique couvrant 360° conçu par Hermann Seitz et le photographe Emil Schulthess. Il emploie des pellicules 120/220 en bobine ou de 70 mm perforées, en cartouche de 4,5 m.

- Alpa 12 (depuis 1996) : chambre modulable de format 6x9 cm (plusieurs variantes).